# Pelidnota unicolor
Pelidnota unicolor es una especie de escarabajo del género Pelidnota, familia Scarabaeidae. Fue descrita científicamente por Drury en 1782.
Especie nativa de la región neotropical. Habita en Brasil.